# Porezen
Il Porezen (1.630 m s.l.m. - in italiano Monte Porsena, desueto) è la montagna più alta delle Prealpi Slovene occidentali e di tutte le Prealpi Slovene. Si trova in Slovenia a nord della città di Cerkno.

## Geografia
La montagna si trova lungo lo spartiacque tra il Mar Nero (versante orientale) e l'Adriatico (versante occidentale) tra il bacino imbrifero del Sava e dell'Isonzo, cingendo la Valle della Baccia e quella del Cerknica a ovest e le valli del Solščica e del Davča a est.
Il Porezen, la vetta più alta delle Prealpi Slovene, offre un panorama completo delle prealpi di Circhina e si presenta quasi interamente ricoperto da boschi, dove è possibile ammirare la rigogliosa flora montana. 
Il nome della cima è legato anche vicende belliche alla seconda guerra mondiale: trovandosi lungo il confine italiano negli anni 1918-1947, il luogo era interessato dalle fortificazioni del Vallo Alpino Orientale, che separava il Regno d'Italia e il Regno di Jugoslavia. 

## Escursionismo
La vetta, che non presenta passaggi particolarmente impegnativi, è raggiungibile dal versante occidentale da Piedicolle in circa 3 ore e 45 minuti e da Poce, nei pressi di Circhina in 3 ore e mezza e da quello orientale dall'abitato di Davča (frazione di Železniki), superando Cimprovke, in poco più di 2 ore.